# 伍德維爾丘陵 (印第安納州)
伍德維爾丘陵（英語：Woodville Hills）是位於美國印地安納州門羅縣的一個非建制地區。該地的面積和人口皆未知。